# Matsukawa (Shimoina)
Matsukawa (松川町?) è una cittadina giapponese della prefettura di Nagano.

## Attrazioni
- in inglese Kataoka Dam diga Kataoka